# Pileny

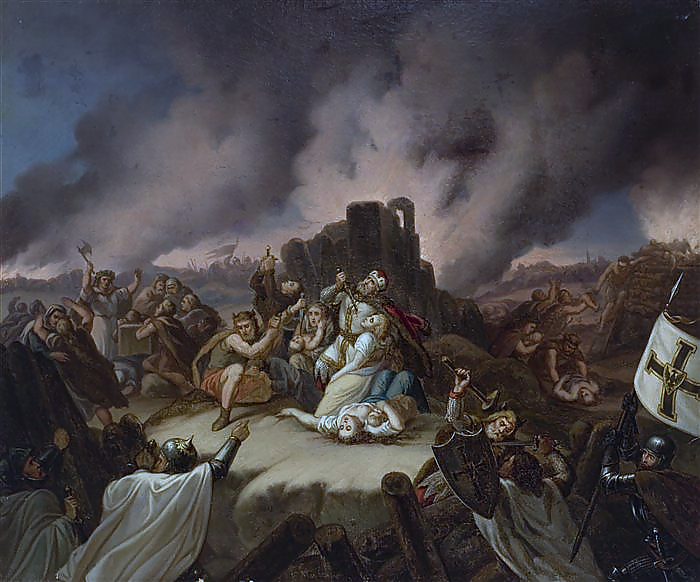
Książę Margiris broniący Pilen przed Krzyżakami na obrazie Władysława Majeranowskiego

Pileny, Pulena (lit. Pilėnai) – twierdza znajdująca się w Wielkim Księstwie Litewskim. Miejsce obrony Litwinów i ich zbiorowego samobójstwa w 1336 roku w czasie wojny z zakonem krzyżackim. 

## Lokalizacja
Dokładna lokalizacja Pilen nie jest znana. Za Maciejem Stryjkowskim zwyczajowo przyjmuje się, że twierdza była położona w Punii, u zbiegu Niemna i rzeki Punele. Drugą popularną wśród historyków propozycją lokalizacji jest kopiec Švedkalni niedaleko Ławkowa. Wśród ewentualnych opcji wymienia się także rejon rosieński i szyłelski.

## Obrona Pilen
Jedynym współczesnym tekstem opisującym obronę Pilen jest kronika Wiganda z Marburga. Na podstawie informacji z tej kroniki wydarzenie to, poszerzone o dodane przez siebie informacje, opisali Caspar Schütz i Jan Długosz. Spośród późniejszych historyków opisywali je również Maciej Stryjkowski i Teodor Narbutt. Według informacji kronikarzy wojska zakonu krzyżackiego pod dowództwem Dietricha von Altenburga, Ludwika V bawarskiego i niemieckich hrabiów zorganizowały najazd na Litwę. Po stronie krzyżackiej uczestniczyło w nim około 200 przedstawicieli arystokracji, a według innej kroniki łącznie około sześciu tysięcy żołnierzy.
25 lutego 1336 roku wojska krzyżackie zaatakowały litewską twierdzę Pileny, której obroną dowodził książę Margiris. Według Stryjkowskiego i Narbutta twierdza była położona na wzniesieniu, otoczona grubą palisadą i głęboką fosą. Według Wiganda z Marburga, w twierdzy schroniło się około czterech tysięcy Litwinów, którzy na widok wojsk krzyżackich wpadli w panikę i postanowili spalić siebie i swój dobytek. Kolejni kronikarze, związani z Polską i Litwą (w przeciwieństwie do związanego z Niemcami Wiganda), opisywali obronę Pilen jako akt heroizmu, zakończony samobójstwem, które miało pozbawić krzyżaków łupów i jeńców. Według nich, Litwini po długiej walce trwającej kilka dni i nocy, po utracie nadziei na zwycięstwo, rozpalili ognisko, wrzucili doń cały dobytek, a później się wzajemnie pozabijali i spalili. 

## Upamiętnienie
- Teodor Narbutt nazwał obronę Pilen „śmiałym, bohaterskim czynem, godnym pióra Homera czy Tacyta”[1]
- Obronę opisano w Śpiewkach o dawnych Litwinach do roku 1434 Jana Czeczota, w pieśni O załodze w Pulenie za Olgierda r 1336[1]
- Obrona została opisana w wierszu Maironisa[9]
- Obrona Pilen wraz z postacią Margiris stały się motywem przewodnim poematu Margier Władysława Syrokomli
- Obrona Pilen zainspirowała Józefa Ignacego Kraszewskiego do stworzenia powieści Kunigas